# Saint-Maurice-en-Quercy
 Saint-Maurice-en-Quercy  (en occitano Sent Maurice) es una población y comuna francesa, situada en la región de Mediodía-Pirineos, departamento de Lot, en el distrito de Figeac y cantón de Lacapelle-Marival.

## Demografía
| 313 | 294 | 289 | 275 | 248 | 239 |
| Para los censos de 1962 a 1999 la población legal corresponde a la población sin duplicidades (Fuente: INSEE [Consultar]) |     |     |     |     |     |